# Il caso del dottor Gailland
Il caso del dottor Gailland (Docteur Françoise Gailland) è un film del 1976 diretto da Jean-Louis Bertuccelli.
Il soggetto è tratto da un romanzo di Noëlle Loriot.

## Riconoscimenti
- Premi César 1977
  - Miglior attrice (Annie Girardot)